# Provincia de Santa Cruz de la Sierra (periodo republicano)
La Provincia de Santa Cruz de la Sierra inicialmente fue un integrante nominal de las Provincias Unidas del Río de la Plata desde 1810 hasta 1816. Oficialmente todavía era la Intendencia de Santa Cruz de la Sierra bajo el dominio español (tanto los términos "intendencia" y "provincia" se usaban por aquel entonces de manera conjunta), como parte de la Provincia de Charcas. En 1825 José Manuel Mercado declara que la independencia de la provincia del yugo español. Posteriormente Santa Cruz enviaría representantes a la Asamblea General de Diputados de las Provincias del Alto Perú con lo cual, se incorpora formalmente a la República de Bolivia. 

## Antecedentes
La Guerra de la Independencia en Santa Cruz empezó el 24 de septiembre de 1810, cuando los doctores que habían estudiado en Charcas se levantaron  y proclamaron el nuevo gobierno denominado la “Junta Provisoria”, siguiendo el ejemplo de la Junta de Buenos Aires. El levantamiento fue iderizado por el Dr. Antonio Vicente Seoane, el coronel Antonio Suárez, el cura José Andrés Salvatierra, Juan Manuel Lemoine y Eustaquio Moldes. Este último había llegado desde Buenos Aires para difundir las ideas independentistas.
La intendencia de Santa Cruz desapareció oficialmente al crearse el departamento de Santa Cruz por decreto supremo el 23 de enero de 1826 del mariscal Antonio José de Sucre.

## Controversia
Existe una visión no mayoritaria entre los académicos serios, de que  Ignacio Warnes proclama la independencia de Santa Cruz de las decisiones del gobierno rioplatense para constituirse como un Estado, y posteriormente en 1825 se adhiere al Estado del Alto Perú, para conformar la actual Bolivia. En todo caso, no parece existir fuentes históricas serias que avalen que Warnes realmente se rebeló al gobierno de Buenos Aires.

## Gobernantes

### Gobernadores bajo dependencia de las Provincias Unidas
| Gobernador | Gobernador                | Periodo   | Motivo                                  | Nota |
| ---------- | ------------------------- | --------- | --------------------------------------- | --- |
|            | Antonio Suárez de Arteaga | 1810      | Designado por Juan José Castelli        | |
|            | Antonio Vicente Seoane    | 1810      | Designado por Juan José Castelli        | |
|            | José Miguel de Becerra    | 1811-1813 | Designado por Juan Martín de Pueyrredón | |
|            | Antonio Suárez de Arteaga | 1813      | Designado por Manuel Belgrano           | |
|            | Ignacio Warnes García     | 1813-1814 | Designado por Manuel Belgrano           | Al presentarse políticos internos renuncia a su cargo.                                                                                             |
|            | Ramón Durán               | 1814      | Designado por José de San Martín        | |
|            | José Manuel Mercado       | 1815      | Designado por José Rondeau              | Paralelamente Ignacio Warnes declara la secesión del territorio de las decisiones del gobierno rioplatense y se proclama Gobernador de Santa Cruz. |
|            | Santiago Carrera          | 1816      | Designado por José Rondeau              | |
|            | José Manuel Mercado       | 1816      | Designado por José Rondeau              | |

### Gobernadores de Santa Cruz como independiente de las decisiones del gobierno rioplatense
| Gobernador | Gobernador            | Periodo     | Motivo | Nota |
| --- | --------------------- | ----------- | --- | --- |
| | Ignacio Warnes García | 1815 - 1816 | Warnes renuncia al presentarse conflictos políticos internos, pero, resulta electo tras la aclamación y el voto popular y, es posesionado por el cabildo.                                                                                     | Tras su asunción, se gobernó al territorio en franca autonomía de las decisiones del directorio rioplatense. Su mandato concluye cuando muere durante el enfrentamiento contra los realistas en El Pari. |
| El cruceño realista Francisco Xavier Aguilera, tras vencer en El Pari, se proclama gobernador intendente subordinado al virrey La Serna, se ocupa el resto del territorio, a excepción del partido de Cordillera. |                       |             | | |
| | José Manuel Mercado   | 1824        | Designado el 28 de noviembre por Aguilera durante la guerra doméstica. | El cabildo se negó reconocerlo. |
| | Juan Manuel Arias     | 1824        | Designado por el cabildo como interino. | El Cabildo Cruceño lo designa para evitar la asunción y el posible reconocimiento de Mercado. |
| | Tomás Aguilera        | 1825        | Aguilera al ver el rechazo del cabildo hacia Mercado, opta por posesionar a su hermano Tomás el 3 de enero. | |
| | José Manuel Mercado   | 1825        | Xavier Aguilera al enterarse de la sublevación de Cochabamba, en el Alto Perú, partió hacia ella a sofocarla, en su ausencia, Mercado partió a Santa Cruz de la Sierra, entró el 14 de febrero de 1825 y depuso al gobernador Tomás Aguilera. | Asumió el mandato con el título de “Gobernador-Presidente”. Gobernó tan sólo una semana. |
| | Juan Manuel Arias     | 1825        | El Cabildo Cruceño sustituyó a Mercado de la gobernación el 22 de febrero por Manuel Arias. | Días después, Arias es destituido durante la ocupación grancolombiana por órdenes del mariscal Antonio José de Sucre                                                                                     |